# Freatofita
Los freatofitos, plantas freatofitas o plantas freatófilas, son vegetales que se abastecen del agua freática con la que sus raíces están en contacto muchas veces permanentemente. Una freatofita es aquella que absorbe su agua de una fuente permanente en el terreno. Generalmente se pueden encontrar a lo largo de los cursos de agua donde hay un flujo permanente de agua de superficie o subterránea y en áreas donde la capa freática está cerca de la superficie.

## Generalidades
Las freatofitas habitan zonas con agua estancada o corriente y en zonas áridas a lo largo de los cauces de los ríos y sobre las zonas donde el nivel freático está a muy poca profundidad respecto de la superficie del suelo (criptohumedales); estas plantas, por lo general, poseen raíces muy profundas que llegan a alcanzar habitualmente el nivel freático. Las freatofitas no solamente son propias de las zonas áridas o desérticas, sino también de las zonas húmedas, a nivel ecológico forman hábitats naturales ricos en fauna y flora denominados esteros, juncales o carrizales, cañaverales... presentes en las planicies inundables, depresiones que alojan agua y estuarios. 
En las zonas húmedas su clasificación ecológica no ofrece una particularidad especial para la agricultura, pues, en este caso, la mayor parte de las plantas de las regiones de elevada pluviosidad pueden profundizar con sus raíces hasta la parte superior de la franja capilar que existe inmediatamente encima del nivel freático, y funcionar así a modo de freatofitas, aunque en este caso reciben el calificativo general de mesofitas. 
Algunas especies freatofitas viven exclusivamente en terrenos salinos y pueden colonizar aguas contaminadas por purines. Las extensiones artificiales de freatofilos, creadas por el hombre, son utilizadas como un método para purificar aguas grises.
La vegetación freatofita corresponde a esos manchones y ribazos de juncos, cañas, carrizos, tarajes y praderas turbosas... que salpican por doquier los campos, especialmente en navas, vaguadas, valles y barrancos.

## Condicionantes para la vegetación freatofita
Las freatofitas no viven necesariamente sobre agua dulce y potable. Debido a su diversidad y a la evolución se han adaptado a vivir en numerosos hábitats distintos, incluyendo los extremos por la presencia de minerales tóxicos o condiciones insalvables para muchas especies, incluyendo las cultivadas por el ser humano. Las aguas termales alcalinas son un ejemplo fácil de un ecosistema muy complejo de especialización dependiendo de su composición química, su temperatura concreta y la ubicación geográfica. Sus difíciles condiciones pueden llevar a una o a unas pocas especies vegetales a cubrir una extensión que sirve de base para un extenso ecosistema del que dependen un gran número de especies de fauna, ya sea como alimento, o como protección. 
La cantidad de agua consumida por las freatofitas varía con la especie de planta, con la densidad de la vegetación y con los factores climáticos e hidrológicos: la luz del sol, la temperatura y la humedad son, de entre todos los factores climáticos, los más importantes. En algunas plantas, si no reciben luz del sol o si la temperatura ambiente desciende por debajo de los 4 °C, la transpiración puede llegar casi a detenerse. Otras plantas, que transpiran ligeramente durante la noche, detienen su transpiración cuando la temperatura ambiente desciende por debajo de los 18 °C. En general, la transpiración tiende a disminuir cuando la humedad relativa del ambiente es elevada.
La profundidad del agua y su calidad son los factores hidrológicos limitantes a su desarrollo más importantes. En muchas plantas, el consumo de agua es inversamente proporcional a la profundidad del nivel freático, hasta tal punto que el agua consumida por algunas plantas puede llegar a duplicarse si el nivel freático se eleva, por ejemplo, desde una profundidad de 140 cm a 70 cm. 
Respecto al efecto de la calidad del agua, varía enormemente según la especie. Unas plantas freatófilas consumen menos agua cuando la concentración de sólidos disueltos en el agua aumenta; otras, por el contrario, tales como las hierbas halófilas poseen un crecimiento óptimo cuando el agua del suelo contiene una concentración de material sólido disuelto del orden de varios miles de partes por millón.
El valor real de la transpiración puede ser determinado con cierta precisión utilizando, para ello, las llamadas cajas lisimétricas, o lisímetros, que permiten medir en cada instante las variaciones del contenido de agua del suelo. Este método posee, sin embargo, el gran inconveniente de que es materialmente imposible utilizarlo en el caso de una vegetación de tipo arbóreo. Cuando el material saturado próximo al nivel freático posee una composición textural uniforme puede ser muy útil el estudio de las fluctuaciones del nivel freático de los pozos como procedimiento para determinar la transpiración real de las plantas. 
Se pueden clasificar, atendiendo a la mayor tolerancia a la salinidad y/o alcalinidad, que es directamente proporcional a la distancia recorrida por los flujos subterráneos en el subsuelo, según las siguientes categorías:
GLICOFÍTICAS : Que viven sobre mantos acuíferos de calidad de agua muy dulce con escaso recorrido, flujos locales.
Ejemplos: Agrostis castellana, Ononis spinosa, Mentha suaveolens, Alopecurus arundinaceus, Poa pratensis, Melica ciliata, Corynephorus canescens, Holcus lanatus, Rumex pulcher, Juncus inflexus, Trifolium pratense, Rumex conglomeratus, Dactylis glomerata hispanica, Plantago lanceolada, Poa triviales, Daucus carota, Senecio jaobea, etc...
ALCALINOFITAS : Que viven sobre mantos acuíferos de una peor calidad salobre/halina, de un mayor recorrido y de una mayor cantidad de aporte de flujo.
Ejemplos: Alopecurus geniculatus, Deschampsia cespitosa, Juncus acutus, Juncus Gerardo, Scirpus maritimus, Lolium arundinaceum, Hordeum secalinum, Trifolium fragiferum, Bellis perennis, Elymus repens.
XEROHALÓFILAS : Que viven sobre mantos acuíferos de mala calidad salobre/halina con una mayor aridez del medio por un mayor recorrido de flujo, con la iniciación de salinización de la matriz del subsuelo.
Ejemplos: Plantago maritima, Puccinella festuciformis, Camphorosma monspelliaca.
HIGROHALÓFILAS : Que viven sobre mantos acuíferos de ínfima calidad salobre/halina de máxima aridez del medio por un recorrido regional de flujo, y global salinización de la matriz del subsuelo.
Ejemplos: Aeluropus littoralis, Artemisia caerulescens, Arthrocnemum macrostachyum, Frankenia laevis, Frankenia corymbosa, Halocnemum strobilaceum, Juncus maritimus, Juncus subulatus, Limonium costae, Convolvulus lineatus, Sarcocornia fruticosa, Suaeda vera, Suaeda pruinosa, Suaeda maritima.

## Las freatofitas indicadoras de agua potable subterránea
Algunas freatofitas poseen un bajo nivel de tolerancia frente a la salinidad del agua, constituyendo de este modo en agricultura, una guía valiosa para la localización de aguas potables en las regiones áridas y semiáridas. El fresno, el aliso, el sauce, el chopo y el álamo temblón son también útiles en este sentido. Estos árboles crecen generalmente en acuíferos aluviales de agua dulce allí donde la profundidad del nivel freático no es superior a los diez metros.
En agricultura, a los freatofitos en las regiones áridas suele valorárseles de forma negativa debido al agua que consumen. La alfalfa, (Medicago sativa), constituye una excepción importante en este sentido, ya que se trata de una freatofita muy difundida y de un gran valor económico.
Sin considerar su valor ecológico, muchas de estas plantas poseen un valor económico pequeño, por lo que, el agua consumida por ellas es considerada agua desperdiciada, sin considerar la evaporada por el ambiente, que son plantas de rápido crecimiento y muy resistentes que constituyen un excelente forraje para el ganado y la caza, combustible y materiales para la construcción y cestería. Buena parte de las comunidades vegetales crecen en aguas degradas, salitrosas o salinas, inservibles para la agricultura. Las plantas freatofilas contribuyen a depurar estas aguas de nitratos y otros elementos y fijan con sus raíces los metales pesados y las bacterias filtrantes.  A modo de ejemplo, se calcula que la totalidad del agua subterránea anualmente consumida por las freatofitas, sólo en el oeste de los EE. UU., asciende a unos 30.000 hm³.
Considerando los freatofilos según la longitud de su raíz, que permite una mayor o menor profundización en el manto acuífero, se establecen las comunidades de plantas. Estudios de Meinzer. O.E. (1927) y Robinson, T.W. (1958), sobre plantas vasculares de las zonas áridas del Oeste de EE.UU, establecieron ciertos tipos generales de especies indicadoras, según la profundidad mínima a la que se encontraba el agua y la máxima succión, ósmosis, del nivel freático que eran capaces de alcanzar. 
De las plantas freatofitas que extraen agua del subsuelo para realizar sus procesos vitales (niveles freáticos); se puede deducir aproximadamente, la profundidad del nivel freático, así como una estimación de la calidad del agua, estudiando la especie de referencia. Pero no se puede asegurar la viabilidad del aprovechamiento del agua subterránea, ya que dichas plantas pueden extraerla sobre arcillas o limos saturados, las cuales presentan permeabilidades nulas o muy bajas, los llamados acuícludos o acuitardos, respectivamente.
No obstante, en los programas de exploración debe medirse o estimarse tanto el volumen de agua descargada por los manantiales como el descargado a través de los procesos de evapotranspiración de las freatofitas, puesto que la descarga natural aporta una indicación acerca de los recursos de una región determinada. 
Las freatofitas constituyen, por tanto, uno de los indicadores superficiales más útiles de ubicación de agua subterránea en el subsuelo. El área total ocupada por la vegetación puede dar una indicación aproximada acerca del volumen de agua que es descargado a la atmósfera; en este sentido, pueden hacerse algunas estimaciones bastante aproximadas mediante la identificación previa de las especies vegetales y el cálculo de su densidad de población. Incluso, sin necesidad de hacer este trabajo detallado, a veces, una simple estimación del área vegetal hecha a partir de las fotografías aéreas, junto con la aplicación de unos índices razonables para el valor de la transpiración, permiten obtener una primera estimación cuantitativa y cualitativa de los recursos de agua subterránea.